# Delia Durruty
Delia Durruty (nacida y fallecida en Buenos Aires, Argentina) fue una actriz argentina que trabajó mayormente en papeles de reparto en la llamada "Época de cine de oro argentino".

## Carrera
Delia Durruty fue una típica actriz cuyos rasgos le dieron una notable incursión  en rol secundario en la cinematografía argentina en la década del '30 todas ellas dirigidas por José A. Ferreyra.
En 1935 actuó en el film Puente Alsina junto con Alberto Bello, José Gola, Salvador Arcella, Pierina Dealessi y Miguel Gómez Bao
En 1936 trabajó en Ayúdame a vivir en el papel de Teresa, estelarizado por Libertad Lamarque, Floren Delbene, Lalo Harbín y Santiago Gómez Cou.
Su último film  fue en Muchachos de la ciudad de 1938, junto a Florén Delbene, Herminia Franco, Antonio Ber Ciani, Sara Olmos y Nelly Edison.
En teatro participó en alguna  populares obras teatrales dramáticas. Durruty se retiró de la actuación a comienzos de la década del '40.